# 羽生城
羽生城（はにゅうじょう）は、埼玉県羽生市にあった日本の城。16世紀初頭の築城とされ、永禄3年（1560年）の長尾景虎（後の上杉謙信）による関東出兵以降、上杉方の関東攻略の拠点となったが、後北条氏の度重なる攻撃を受け天正2年（1574年）閏11月に自落した。その後、城は後北条氏から成田氏に与えられ、天正18年（1590年）の徳川家康の関東入封後は大久保氏に与えられ、慶長19年（1614年）1月に廃城となった。羽生市の指定文化財（史跡）に指定されている。

## 歴史

### 築城時期
築城時期や築城者について、江戸後期に編纂された『新編武蔵風土記稿』では弘治2年（1556年）、木戸忠朝によるものと記している。ただし、『風土記稿』の説を裏付ける資料は存在せず、詳細は定かではない。一方、小田原安楽寺に安置されている三宝荒神像には広田直繁と河田谷（木戸）忠朝の連名で
と記されていることから、天文5年（1536年）の時点で直繁が城主を務めていたと推測されている。なお、直繁と忠朝の両者は兄弟である。
『鷲宮町史』では祖父の代から山内上杉氏の配下として活動していた直繁と忠朝の父・木戸範実も含め親子で入城したものとしており、上杉方には武蔵国へ勢力を拡大させようとする後北条氏に対抗するための拠点とする狙いがあったとしている。

### 広田・木戸氏の時代
天文21年（1552年）頃に作成された『小田原旧記』によれば「当時武州羽丹生御城代 中条出羽守」とあり、この時期に後北条氏の攻撃を受けて落城し、中条出羽守が城代を務めたと考えられる。一方、城を追われた直繁らは他の土地に移り住んだとも、小松神社（後の羽生市小松）付近に移り住み、一時的に後北条方に従属したとも考えられる。
永禄3年（1560年）、越後国の長尾景虎（後の上杉謙信）が常陸国の佐竹義昭の要請により関東出兵を実施すると、かつて上杉氏の配下にいた多くの家臣が景虎の下に参陣した。直繁はこの機会に羽生城の中条出羽守を攻めて城を取り戻し、弟の河田谷忠朝は配下の渋江平六郎や岩崎源三郎と共に景虎の下に参陣すると、同年11月12日（1560年11月29日）に、景虎から羽生城および羽生領を安堵された。この後、武蔵国の武将の多くが後北条方に従属していく中で直繁・忠朝兄弟は一貫して上杉方に属し、抵抗を続けることになった。
永禄4年（1561年）、謙信が成田氏の本拠である忍城の支城・皿尾城を奪取すると、忠朝を配置した。忍城主・成田長泰は前年の謙信の関東出兵の際には謙信の下に参陣したが、すぐに北条氏康に従属しており、長泰の動きを牽制する狙いがあった。この後、皿尾城をめぐり二度に渡り攻城戦が繰り広げられたが、忠朝は岩付城主・太田資正の加勢もあり、これを退けた。
永禄12年（1569年）閏5月、武田信玄の関東出兵により謙信と北条氏康の間で同盟（越相同盟）が結ばれ、上杉方は協定により上野国、武蔵国の羽生領、岩槻領、深谷領などの領有が認められた。永禄13年（1570年）閏5月、直繁が謙信から上野国館林城を拝領したため、皿尾城主の忠朝が新たな城主となった。この後、直繁が死没すると忠朝は息子の木戸重朝、直繁の息子の菅原直則との協力関係を強め、後北条勢に対抗した。
元亀2年（1571年）に氏康が死去し同盟関係が破綻すると、北関東における上杉・後北条間の抗争が再燃し、羽生領や深谷領は主戦場となった。元亀3年（1572年）8月、謙信は後北条の軍勢が羽生・深谷方面をうかがう動きを見せると、忠朝らに救援のため出兵する旨を伝えたが、羽生勢は後北条方の北条氏照、成田氏長らの軍勢の前に敗れた。天正元年（1573年）4月、北条氏政は軍勢を率いて深谷城の上杉憲盛を攻撃し、憲盛を従属させると、同年8月には成田氏長の要請もあり羽生と忍の中間に位置する小松に着陣し、羽生城を攻撃した。
天正2年（1574年）4月、謙信は羽生城の救援のため越後春日山城から上野国館林城に着陣し、北条氏政の軍勢と利根川を挟んで対峙したが、川の増水のため渡河することができず、船による兵糧や物資の支援も後北条方の工作により失敗に終わった。同年10月、謙信は下総国関宿城および羽生城の救援のため再び関東に出兵し、武蔵国の忍領、鉢形領、松山領などを次々に焼き払ったが、関宿城の救援には失敗した。同年閏11月、謙信は羽生城主の忠朝に対して城を破却するように命じ、忠朝は1千余人の兵と共に上野国膳城へ逃れた。

### 成田氏の時代
この後、羽生城は忍城主・成田氏長の支配下に置かれ、『関八州古戦録』や『北越軍談』によれば成田大蔵少輔、桜井隼人佐、『成田系図』によれば氏長の叔父にあたる善照寺向用斎、田中加賀、野沢信濃が共に城代を務めたと記されている。これらの成田家臣に、『成田分限帳』に記された埴生出雲守、埴生助六郎、岩瀬半兵衛、川俣弥十郎などの在地にとどまった木戸氏の旧臣が従ったものと推測される。
一方、謙信は関東攻略を果たすことなく天正6年（1578年）に亡くなり、家督を上杉景勝が相続すると、翌天正7年（1579年）に甲斐国の武田勝頼と同盟を締結した（甲越同盟）。同年7月、勝頼は上野国に侵攻し、西上野の沼田城、東上野の大胡、山上、伊勢崎などの後北条方の諸城を攻略した。こうした状況の中で上野国に逃れていた木戸氏の旧臣の一部は、御館の乱の余波で混乱の続く上杉氏ではなく、勝頼を頼ったものと推測されている。天正8年（1580年）1月、菅原直則は厩橋にある赤城神社に祈願状を出し、勝頼の下で羽生城の奪回および領地回復を図ろうとしたが、天正10年（1582年）の武田氏滅亡などにより叶うことはなかった。
天正18年（1590年）、豊臣秀吉による小田原征伐の際、城代の向用斎は羽生城は放棄して忍城に籠城した。忍城は1か月におよぶ籠城戦の末に開城した。

### 大久保氏の時代と廃城
後北条氏の降伏後、同年7月26日に徳川家康は諏訪頼忠に羽生領を含む2万7千石の領地を与えたが、同年8月に家康が関東に入封すると、羽生領は大久保忠隣に与えられ忠隣は2万石の領主となった。ただし忠隣は羽生城に入城することはなく、家臣の匂坂道可や徳森伝蔵が城代を務めた。
文禄3年（1594年）、忠隣は父・大久保忠世の死去に伴い家督を相続し、羽生領を含む6万5千石の領主となったが、その後も城代家老らが羽生の領地経営にあたった。その後、慶長19年（1614年）1月に忠隣が改易となり近江国に蟄居するように命じられると、羽生城も同時に廃城となった。

## 城郭・遺構
羽生城は利根川沿岸の舌状台地を生かした平城であり、その周囲は沼地に囲まれていたとされる。江戸後期に編纂された『新編武蔵風土記稿』や福島東雄著の『武蔵志』には次のように記されている。
この他に江戸期の様子を伝える資料として宝暦3年（1753年）に作成されたと推測される『武陽羽生古城之図』があるが、歴史家の冨田勝治は「仮に（『新編武蔵風土記稿』や『武陽羽生古城之図』が執筆された時点で）遺構が残されていたとしても、それが羽生城全体の姿とはいえないだろう」としている。かつて羽生の市街地を囲うように曼荼羅堀と呼ばれる堀が設けられていたといい、冨田はこれが羽生城の惣堀の役目を果たしていたものと推測している。
1971年（昭和46年）12月5日、記念物（史跡）として羽生市の指定文化財となった。ただし、城跡は住宅地や曙ブレーキ工業の工場敷地となっている。沼地も昭和期には一部が残されていたが、平成に入った現在では完全に埋め立てられている。天神曲輪の跡には古城天満宮が建立され、境内には城跡を示す石碑が建てられている。

## アクセス
- 東武伊勢崎線羽生駅から東へ徒歩20分[33]